# Mabel von Bury St Edmunds
Mabel von Bury St Edmunds aus Bury St Edmunds war im 13. Jahrhundert eine hochbegabte englische Stickerin. Informationen über ihr Leben sind durch Aufzeichnungen von Heinrich III. erhalten.

## Leben
Mabel stammte aus Bury St Edmunds. Als mittelalterliche Handwerkerin wäre nur sehr wenig über sie bekannt geworden, aber sie erschien häufig in den königlichen Aufzeichnungen von Heinrich III. und so sind Informationen über ihr Leben überliefert. Zwischen den Jahren 1239 und 1245 erschien sie vierundzwanzig Mal in den Schriften des Königs.

## Werk

### Kasel
Mabel wurde erstmals im Zusammenhang mit der Beauftragung einer Kasel für den König im November 1239 erwähnt. Es wird angenommen, dass der König vor dieser Zeit Kenntnis von ihrer Arbeit hatte und, dass sie bereits eine Meisterin ihres Fachs war, da dies ein wichtiger Auftrag war und nicht leichtfertig verteilt worden wäre. Es ist unklar, unter welchen Bedingungen Mabel ihre Werke produzierte, aber es gibt Hinweise darauf, dass sie eine „unabhängige Stickerin“ war. Sie war weder eine königliche Dienerin noch an das Atelier eines anderen Meisters gebunden.
Mabel arbeitete etwa zwei Jahre an der Kasel für den König. Als sie ihr Werk im Jahr 1241 fertiggestellt hatte, wurden Perlen und Gold für ihre Verwendung bei der Dekoration der Robe bestellt. Nach Fertigstellung befahl König Heinrich, dass sachkundige Personen den Wert der fertigen Arbeit, sowie eine angemessene Gebühr für Mabels Arbeit bestimmen sollten. Der König bestand darauf, dass Mabel mit einer großzügigen Summe fair bezahlt wurde. Angesichts der Tatsache, dass sie nur eine Handwerkerin, und er ein mittelalterlicher König war, ist es bemerkenswert, wie viel Aufmerksamkeit Henry dieser Angelegenheit widmete und mit wie viel Respekt er Mabel behandelte. Sie muss in ihrem Handwerk einzigartig talentiert gewesen sein. Der König befahl sogar, ihr die Überreste aller kostbarer Materialien zu geben, die für die Herstellung der Kasel verwendet wurden.

### Westminster Abbey Standarte
Heinrich III. befahl 1243 Mabel, eine gestickte Standarte zu schaffen, die neben einem Altar in der Westminster Abbey aufgehängt werden sollte. Dies war ihre zweite große Arbeit für ihn. Er beschrieb die Ikonographie, die er sehen wollte – Bilder von St. John und der Jungfrau, die angemessen mit Gold bestickt waren. Er zeigte immensen Respekt vor Mabels „Kunst und Urteilsvermögen“, indem er ihr erlaubte, das Design und die Komposition unabhängig voneinander zu entwickeln.

## Späte Jahre
Es kursieren einige Theorien über Mabels Leben, nachdem das Banner fertig war, denn sie schien elf Jahre lang aus allen Aufzeichnungen verschwunden zu sein.
Sie mag für diesen Zeitraum für jemanden in Anonymität gearbeitet haben, aber da ihr Name zuvor so eindeutig war, ist dies unwahrscheinlich. Höchstwahrscheinlich beendete sie ihre Zeit im Dienste des Königs und zog von London in ihre Heimatstadt.
Im Jahr 1256 war Henry in Bury St. Edmunds und Mabel wurde auf ihn aufmerksam gemacht. Für ihre Verdienste um die Schaffung „kirchlicher Ornamente“ befahl er, dass ihr „sechs für sie angenehme Stoffmaße und das Fell eines Kaninchens als Gewand“ gegeben werden sollten. Dies war ein immenses Ehrenzeichen, denn dies war ein Geschenk, das normalerweise Äbten und Rittern gewährt wurde. Mabel war eine äußerst talentierte Stickerin und erhielt als solche die Gunst und Wertschätzung des Königs.